# Плюдерхаузен
Плюдерхаузен (нем. Plüderhausen) — община в Германии, в земле Баден-Вюртемберг. 
Подчиняется административному округу Штутгарт. Входит в состав района Ремс-Мур.  Население составляет 9298 человек (на 31 декабря 2010 года). Занимает площадь 26,13 км².